# Repozitórium
Az elnevezés latin eredetű en:repositorium. A repozitórium egyetemeken és kutatási intézményekben működő dokumentumszerver, amely tudományos anyagok archiválására és világszerte díjmentes hozzáférhetővé tételére szolgál. Feltárja a feltöltött dokumentumokat, összekapcsolja a meglévő adatbázisokkal, és lehetőséget ad arra, hogy a különféle repozitóriumindexelő rendszerek a feltöltött anyagokat hatékonyan bekapcsolják a világ tudományos vérkeringésébe.

## Típusai
A kínált többletszolgáltatás és az aktuális fejlettségi szint alapján több típus alakult ki, azonban a legalapvetőbbek az intézményi- és a diszciplináris repozitórium.

- Intézményi repozitóriumnak azokat a dokumentumszervereket nevezzük, amelyeket többnyire egyetemi könyvtárak vagy kutatási szervezetek üzemeltetnek, és tagjaik számára lehetővé teszik a digitális publikálást és az önarchiválást.[2] Az intézményi repozitóriumok kutatási dokumentumok (lektorált cikkek, e-printek, hallgatói dolgozatok, beszámolók, konferenciaanyagok stb.) kiadóiként működhetnek, de lehetnek az akadémiai intézményekben létrejött, nem publikálásra szánt tartalmak (pl. oktatási anyagok) tárhelyei is.[3]
- A diszciplináris (vagy tematikus) repozitóriumok az intézményi kereteken túllépve tematikailag gyűjtik össze és bocsátják a publikációkat és az archiválás lehetőségét a kutatók rendelkezésére.[2] (pl.: RePEc a közgazdaságtan, a CogPrints[4] a pszichológia, a PubMed Central az orvostudomány, az arXiv a fizika tematikus repozitóriuma).

## A repozitóriumok elterjedése
A repozitóriumok egyre nagyobb számban való létrehozásának egyik mozgatórugója az Open Access (Nyílt Hozzáférés) elvének terjedése. Az OA (Open Access) publikálás „zöld” módja a tudományos publikáció (nem OA folyóiratban) való megjelenése után a tanulmány elhelyezése repozitóriumban, vagy szerző saját honlapján. Előbb azonban érdemes tisztázni a jogi hátteret - hogy a kiadók milyen feltételekkel engedélyezik a folyóirataikban megjelentetett tanulmányok repozitóriumi elhelyezését. Ehhez ad segítséget a SHERPA RoMEO (Rights MEtadata for Open archiving) projektje, mely adatbázisban gyűjti össze az erről szóló kiadói politikát.

## Alapvető jellemzői
- az OAI-PMH protokoll alapján való aggregálhatóság
- teljes dokumentumok tárolása
- a felhasználói feltöltés lehetősége
- a kurátori (könyvtárosi) ellenőrzés
- a szabad hozzáférés biztosítása a dokumentumokhoz
- a hosszú távú fenntartásra, archiválásra való törekvés
- a SWORD protokoll támogatása

(Nem minden repozitórium támogatja a SWORD protokollt.)

## Létrehozásának céljai
- kutatási eredmények nyilvánosságának növelése
- oktatók vagy kutatók személyes teljesítményének mérése
- PhD dolgozatok közzététele a 2011. évi CCIV. törvény  a nemzeti felsőoktatásról értelmében
- az intézmény tudományos publikációinak nyilvántartása és archiválása
- az intézmény együttes teljesítményének reprezentációja
- a könyvtár szolgáltatásainak bővítése
- oktatástámogatás
- egyéb reprezentatív szempontok

## Repozitóriumkezelő szoftverek
A szoftverek többsége támogatja az Open Archives Initiative által kifejlesztett OAI-PMH (Open Archives Initiative Protocol for Metadata Harvesting) protokollt, melynek segítségével a repozitóriumokban tárolt metaadatok leszüretelhetők. Számtalan ingyenes, nyílt forráskódú repozitóriumkezelő szoftver létezik. Hazánkban a legnépszerűbbek az EPrints és a DSpace.

## Repozitóriumok áttekintő listája
- The Directory of Open Access Repositories (OpenDOAR) Archiválva 2011. február 26-i dátummal a Wayback Machine-ben
- Registry of Open Access Repositories (ROAR)
- Német repozitóriumok listája
- Ranking Web of World Repositories Archiválva 2013. január 15-i dátummal a Wayback Machine-ben

## Repozitóriumok hálózatba kapcsolása
A közös szabványoknak köszönhetően, aki ma tudományos munkát keres, annak már nem kell különböző repozitóriumokban egyesével keresnie, hanem kérését valamelyik OAI-szolgáltató keresőfelületén kell megadnia, így a keresés egyidejűleg történik több egymástól különböző dokumentumszerveren.
DRIVER-project
Az európai egyetemek és kutatási intézmények hálózatba kapcsolásához szükséges infrastruktúrát a  Digital Repository Infrastructure Vision for European Research (DRIVER) project biztosítja, amelyet az Európai Bizottság támogat már 2006 júniusa óta. A projectben jelenleg tizenhét ország vesz részt ( Belgium, Dánia, Németország, Franciaország, Görögország, Nagy-Britannia, Olaszország, Hollandia, Lengyelország, Portugália és Szlovénia mint együttműködő partnerek). DRIVER támogatja a repozitóriumok fokozatos bekötését a hálózatba és az erre alapuló szolgáltatások fejlesztését. Ehhez épült ki a DRIVER-I projekt, amely az első támogatási fázisban 5 országból származó több mint 50 repozitórium európai infrastruktúráját építette ki.
DRIVER II-project
A DRIVER II projectben olyan célokat tűztek maguk elé a projectben résztvevők mint a nyílt hozzáférésű repozitóriumok kiépítésének és hálózatba foglalásának fejlesztése, a digitális repozitóriumok együttműködéséhez szükséges irányelvek rendelkezésre bocsátása, az összes érdekcsoport bevonásával működő konföderáció kiépítése és stratégiai bővítése, az összes dokumentum- és adattípus bevonása, beleértve a komplex összehálózott tartalmakat és publikációkat („enhanced publications”, OAI-ORE), a DRIVER szolgáltatások funkcionalitásának megszilárdítása és kiépítése, valamint kitekintés technikai fejlesztésekre és más infrastruktúrákkal (GRID, hosszú távú archiválás stb.) történő hálózat kiépítése.

## Közös keresőfelületek
- Tudományos Dokumentumok Közös Keresője (TuDoKK): A hazai minősített repozitóriumi gyűjtemények közös keresője, MTA KIK - SZTAKI
- OAIster
- Scientific Commons
- SPIRES HEP Literature Database
- BASE